# Enchnoa infernalis
Enchnoa infernalis är en svampart som först beskrevs av Kunze, och fick sitt nu gällande namn av Karl Wilhelm Gottlieb Leopold Fuckel 1871. Enchnoa infernalis ingår i släktet Enchnoa och familjen Nitschkiaceae.  Arten är reproducerande i Sverige. Inga underarter finns listade i Catalogue of Life.